# Rudolf Hrušínský junior

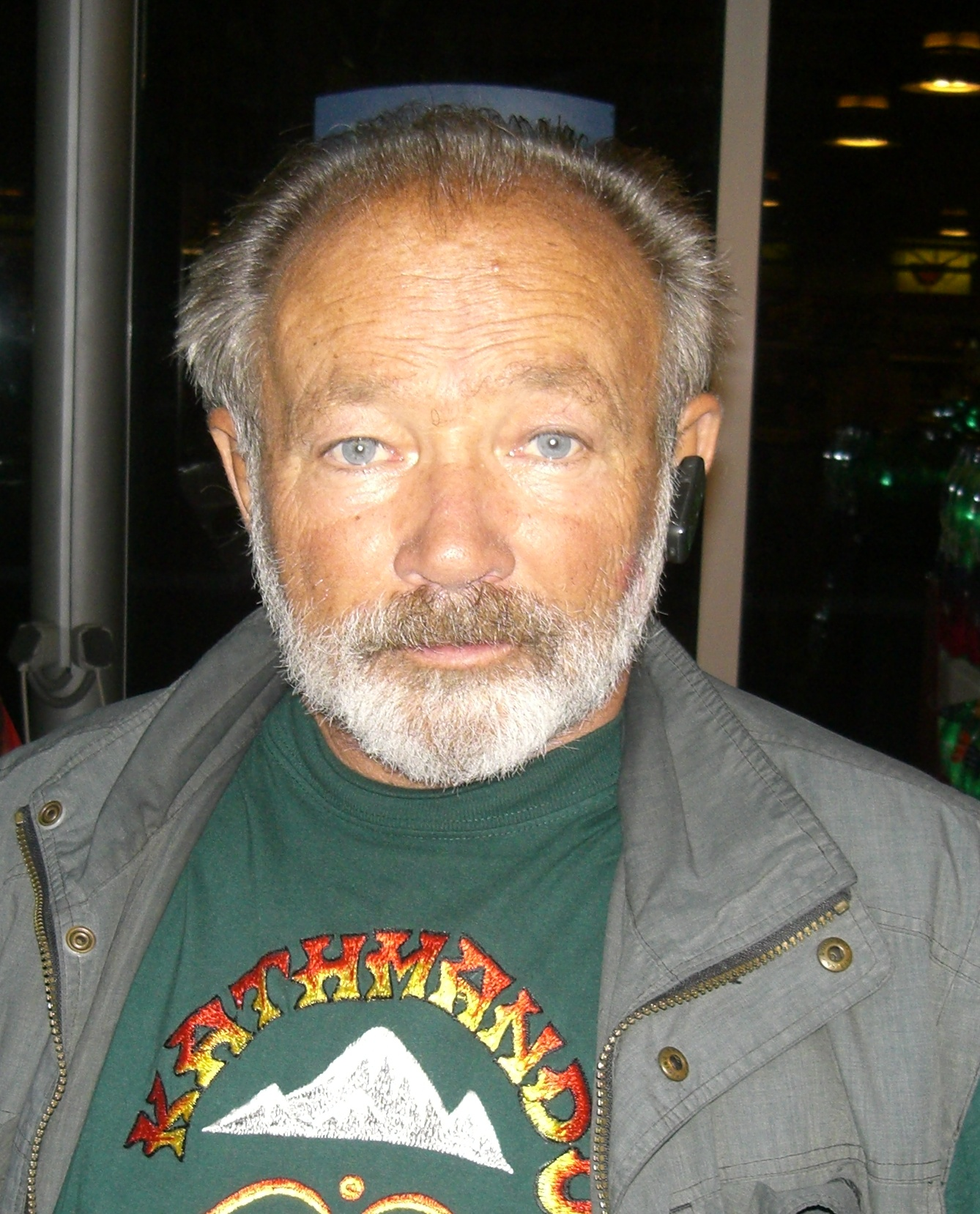
Rudolf Hrušínský (2010)

Rudolf Hrušínský junior (tschechisch Rudolf Hrušínský mladší; * 5. Oktober 1946 in Prag) ist ein tschechischer Schauspieler. Er studierte Akkordeon und Klavier am Staatlichen Konservatorium und Schauspiel an der Akademie der Darstellenden Künste in Prag. Er wirkte bisher in 89 Kino- und TV-Filmen mit (Stand: 2022) sowie in zahlreichen TV-Serien. Er ist in Prag als Theaterschauspieler tätig und spielt seit 2005 in der Telenovela Ulice die Rolle des Hausmeisters Vlastimil Pešek.

## Familienverhältnisse
Die Familie Hrušínský ist eine in Tschechien berühmte Schauspielerdynastie. Rudolf Hrušínský ist Sohn des tschechischen Schauspielers Rudolf Hrušínský (1920–1994) und Bruder des tschechischen Schauspielers Jan Hrušínský (* 1955). Der Großvater Rudolf Hrušínský der älteste (1897–1956) war ebenfalls Schauspieler. Auch sein Sohn Rudolf Hrušínský der jüngste (* 1970) ist Schauspieler.

## Filmografie (Auswahl)
- 1985: Vesničko má, středisková (Heimat, süße Heimat)
- 1986: Kouzelný měšec (Das Zauberbuch)
- 1991: Obecná škola (Die Volksschule)
- 1998: Jezerní královna (Die Seekönigin)
- 2006: Obsluhoval jsem anglického krále (Ich habe den englischen König bedient)